# 6735 МедХеттер
6735 МедХеттер (6735 Madhatter) — астероїд головного поясу, відкритий 23 листопада 1992 року.
Тіссеранів параметр щодо Юпітера — 3,692.
Названий на честь персонажу Скаженого Капелюшника книги Аліса в Країні чудес Льюїса Керрола.